# Maria Olguim
Maria Cipriana Lobato Olguim (* 26. April 1898 in Castelo Branco; † 1. Januar 1984 in Figueira da Foz) war eine portugiesische Schauspielerin.

## Leben
Als Jugendliche war sie im Ersten Weltkrieg Krankenschwester. Nach ihrem ersten Filmauftritt 1924 spielte sie im Laientheater. Im einsetzenden Erfolg des Portugiesischen Films besetzte sie der ehemalige UFA-Schauspieler Arthur Duarte erstmals in zentralen Rollen, in einigen seiner erfolgreichsten Filme, darunter O Costa do Castelo („Der Costa vom Burgviertel“) und O Leão da Estrela („Der König vom Estrela-Viertel“). Es folgten eine Vielzahl weiterer Filmrollen für verschiedene Regisseure, darunter Manuel Guimarães und Perdigão Queiroga, die sie als Schauspielerin etablierten. 1980 drehte sie ihren letzten Film, bevor sie 1984 im Seebad Figueira da Foz starb.

## Filmografie
| - 1924: Tinoco em Bolandas; R: António Pinheiro - 1938: Tropic Holiday; R: Theodore Reed - 1942: Ala-Arriba!; R: José Leitão de Barros - 1943: O Costa do Castelo; R: Arthur Duarte - 1944: A Menina da Rádio; R: Arthur Duarte - 1946: Um Homem do Ribatejo; R: Henrique Campos - 1947: El huésped del cuarto número 13; R: Arthur Duarte - 1947: Os Vizinhos do Rés-do-Chão; R: Alejandro Perla - 1947: Barrio; R: Ladislao Vajda - 1947: O Leão da Estrela; R: Arthur Duarte - 1948: Não Há Rapazes Maus; R: Eduardo García Maroto, João Mendes - 1949: A Morgadinha dos Canaviais; R: Caetano Bonucci, Amadeu Ferrari - 1949: Uma Vida para Dois; R: Armando de Miranda - 1949: Heróis do Mar; R: Fernando Garcia - 1949: Sol e Toiros; R: José Buchs - 1949: Vendaval Maravilhoso; R: José Leitão de Barros - 1950: Frei Luís de Sousa; R: António Lopes Ribeiro - 1950: O Grande Elias; R: Arthur Duarte - 1951: Sonhar É Fácil; R: Perdigão Queiroga - 1952: Madragoa; R: Perdigão Queiroga - 1952: Saltimbancos; R: Manuel Guimarães | - 1952: Nazaré; R: Manuel Guimarães - 1955: Nubes de verano; R: Arthur Duarte - 1956: Vidas sem Rumo; R: Manuel Guimarães - 1956: O Noivo das Caldas; R: Arthur Duarte - 1957: Realidade da Fantasia (TV); R: Artur Ramos - 1958: O Tarzan do 5° Esquerdo; R: Augusto Fraga - 1959: A Costureirinha da Sé; R: Manuel Guimarães - 1959: Dez Contos de Reis (TV); R: Artur Ramos - 1960: Encontro com a Vida; R: Arthur Duarte - 1960: Lisboa em Camisa (TV-Serie) - 1963: Um Rapaz de Confiança (TV); R: Pedro Martins - 1963: A Ribeira da Saudade; R: João Mendes - 1963: Retalhos da Vida de Um Médico; R: Jorge Brum do Canto - 1964: O Crime da Aldeia Velha; R: Manuel Guimarães - 1965: O Trigo e o Joio; R: Manuel Guimarães - 1968: A Sapateira Prodigiosa (TV); R: Fernando Frazão - 1970: Auto da Natural Invenção (TV); R: Artur Ramos - 1972: Lotação Esgotada; R: Manuel Guimarães - 1976: Cântico Final; R: Manuel Guimarães - 1979: A Recompensa; R: Arthur Duarte - 1980: Versunkener Morgen (Manhã Submersa); R: Lauro António |